# Спомен-биста војводи Радомиру Путнику у Београду
Спомен-биста војводи Радомиру Путнику је споменик у Београду. Налази се у Булевару војводе Путника у општини Савски венац.

## Опште карактеристике
Спомен-биста посвећена је Радомиру Путнику,  (Крагујевац, 12/24. јануар 1847 — Ница, 17. мај 1917), српском војводи (фелдмаршалу). Откривена је 1990. године, а дело је српске скулпторке Дринке Радовановић.